# Антиукрајинство
Антиукрајинство је појам којим се означава појава нетрпељивости, непријатељства или мржње према држави Украјини или према етничким Украјинцима. Током историје, антиукрајинске тенденције испољавале су се у распону од омаловажавања укајинског народа и државе, преко отвореног изражавања нетрпељивости и непријатељства, до заговарања мржње према Украјинцима и позивања на уништење државе Украјине. Након почетка руско-украјинског рата (2014), појам је добио и додатне политичке димензије.

## Историја
Антиукрајинство се појавило током 19. века, у тадашњој царској Русији, као одговор на појаву украјинског националног покрета. Та појава је попримила нове облике за време Првог светског рата (1914-1918) и током поратних година, поготово након стварања независне Украјинске Народне Републике (1918), што је довело до ескалације антиукрајинских тенденција не само међу руским, већ и међу пољским политичким чиниоцима, поготово за време Пољско-украјинског рата (1918-1919). Антиукрајинске тенденције су се потом испољавале и на појединим подручјима Совјетске Украјине, као реакција на политику украјинизације.
На подручју бивше Југославије и данашње Србије, антиукрајинство се први пут појавило у односима између појединих имигрантских група (руских и украјинских) које су у раздобљу између два светска рата (1918—1941) деловале на подручју тадашње Краљевине Југославије. У полемикама са представницима про-украјинских група, поједини припадници про-руских група су износили разне антиукрајинске ставове, на шта су представници про-украјинских група одговарали изношењем антируских ставова.

## Украјинофобија
Посебан облик антиукрајинства, који се испољава у виду пројектованог страха, односно фобије у односу на Украјину или Украјинце, назива се украјинофобија. Једна од основних одлика украјинофобије огледа се у ставу да треба страховати од Украјине или Украјинаца, који су (према уверењу украјинофоба) опасни по друге народе и државе.